# Kopek
Kopek ist eine irische Rockband aus Dublin. Gegründet wurde die Band 2002 in Dublin. Ihr größter Hit war Running scared aus dem Jahr 2012, der Platz eins der englischen Charts erreichte und sich dort fünf Wochen hielt. Ihr Genre ist eine Mischung von Alternative Rock und Hard Rock.

## Diskografie

### Alben
- 2010: White Collar Lies (Religion Music, Another Century)
- 2014: Rise

### Singles
- 2007: Stop
- 2010: Cocaine Chest Pains
- 2010: Love Is Dead
- 2014: Revolution